# Limni Dοirani
Limni Dοirani este o arie protejată (arie de protecție specială avifaunistică — SPA) din Grecia întinsă pe o suprafață de 2.104,85 ha, integral pe uscat.

## Localizare
Centrul sitului Limni Dοirani este situat la coordonatele 41°13′07″N 22°46′10″E / 41.218683°N 22.769573°E.

## Înființare
Situl Limni Dοirani a fost declarat arie de protecție specială avifaunistică în octombrie 2001 pentru a proteja 32 de specii de animale.

## Biodiversitate
Situată în ecoregiunile marină mediteraneană și mediteraneană, aria protejată nu include niciun habitat protejat.
La baza desemnării sitului se află mai multe specii protejate de  păsări (32): rață sulițar (Anas acuta), rață pitică (Anas crecca), rață mare (Anas platyrhynchos), Anser albifrons albifrons, stârc cenușiu (Ardea cinerea), rață-cu-cap-castaniu (Aythya ferina), rața moțată (Aythya fuligula), buha (Bubo bubo), șorecarul comun (Buteo buteo), erete vânăt (Circus cyaneus), lebădă de vară (Cygnus olor), lăstun de casă (Delichon urbicum), ciocănitoare de grădină (Dendrocopos syriacus), egretă mică (Egretta garzetta), vânturel de seară (Falco vespertinus), lișiță (Fulica atra), becațină comună (Gallinago gallinago), cufundar polar (Gavia arctica), rândunică (Hirundo rustica), sfrâncioc roșiatic (Lanius collurio), sfrânciocul cu frunte neagră (Lanius minor), pescăruș râzător (Larus ridibundus), rață fluierătoare (Mareca penelope), Mergellus albellus, prigoare (Merops apiaster), cormoran mic (Microcarbo pygmaeus), vrabie negricioasă (Passer hispaniolensis), Phalacrocorax carbo sinensis, corcodel mare (Podiceps cristatus), corcodel-cu-gât-negru (Podiceps nigricollis), chiră de baltă (Sterna hirundo), turturică (Streptopelia turtur).
Pe lângă speciile protejate, pe teritoriul sitului au mai fost identificate 3 specii de păsări.